# Ésik Zoltán
Ésik Zoltán (Szeged, 1951. június 25. – Reykjavík, 2016. május 25.) matematikus, egyetemi tanár.

## Életpályája
A középiskolát szülővárosában végezte speciális matematika osztályban. 1969-ben érettségizett, majd matematika szakot végzett a szegedi József Attila Tudományegyetemen 1974-ben. 1979-ben doktorált a szegedi egyetemen, majd 1996-ban akadémiai doktor lett.
1974-től tanított a szegedi egyetemen (1974 tanársegéd, 1979 adjunktus, 1987 docens, 1997 egyetemi tanár). Egy évig (1996. július – 1997. július) docensként Debrecenben is tanított.
Volt tanszékvezető, és a doktori iskola igazgatója is. Több külföldi egyetemen volt meghívott előadó. Több híres szakmai szervezet tagja, szakfolyóiratok szerkesztőbizottsági tagja, konferenciák meghívott előadója volt.

## Munkássága
Kutatási területei: automaták és formális nyelvek, kategóriaelmélet és logika a számítástudományban, fixpontelmélet, iterációelmélet. Tudományos cikkeinek a száma 200 fölött van. Megjelentetett egy monográfiát, és szerkesztett több mint 25 szakkönyvet.

### Könyvei
- Stephen L. Bloom, Zoltán Ésik: Iteration Theories: The Equational Logic of Iterative Processes, Springer, 1993.
- Ésik Zoltán, Gombás Éva, Iván Szabolcs: Automaták és formális nyelvek példatár, Typotex Kiadó, 2011.
- Ésik Zoltán: A számítástudomány alapjai, Typotex Kiadó, 2011.
- Ésik Zoltán, Gombás Éva, Németh L. Zoltán: Hardver- és szoftverrendszerek verifikációja, Typotex Kiadó, 2011.